# Grecești
Grecești è un comune della Romania di 1851 abitanti, ubicato nel distretto di Dolj, nella regione storica dell'Oltenia.
Il comune è formato dall'unione di 6 villaggi: Bărboi, Busu, Busulețu, Grădiștea, Grecești, Gropanele.